# Nathalia Spälti
Nathalia Spälti (* 19. Februar 1998) ist eine Schweizer Fussballerin. Seit 2020 steht sie beim Genfer Superleague-Verein Servette FC Chênois Féminin unter Vertrag. Sie ist zudem für das Schweizer Fussballnationalteam im Einsatz.

## Sportlicher Werdegang
Nathalia Spälti begann im Alter von elf Jahren mit dem Fussballspielen bei Stade Nyonnais, wo sie zunächst in einem gemischten Team spielte. Schon wenig später wurde sie für das Mädchen-Team Waadtland U12 ausgewählt. Von Nyon wechselte Spälti zu Yverdon in die Women’s Super League, 2019 erfolgte der Wechsel zu Servette. Sie spielt in der Abwehr.
Spälti gehörte regelmässig zu den Kadern der Nachwuchs-Nationalteams. Mit der U17 spielte sie das Endspiel der EM 2015 in Island, wo das Team 5:2 gegen Spanien unterlag und Vize-Europameisterin wurde.
Spälti gehört seit 2019 zum Kader des Schweizer Frauen-Fussballnationalteams und war bislang einmal für das Team im Einsatz.